# Demonax (månekrater)
Demonax er et nedslagskrater på Månen. Det befinder sig på den sydlige halvkugle på Månens forside nær den sydlige rand. Dets placering gør det vanskeligt at observere fra Jorden på grund af perspektivisk forkortning, og sollyset falder på det i en meget lille vinkel, når det er på Månens oplyste side. Det er opkaldt efter den græske filosof Demonax (2. århundrede f.Kr.).
Navnet blev officielt tildelt af den Internationale Astronomiske Union (IAU) i 1935. 

## Omgivelser
Demonaxkrateret ligger lige nord for Scottkrateret, et af kraterne ved Månens sydpol. Mod nord-nordvest ligger Boguslawskykrateret.

## Karakteristika
Krateret har en slidt og eroderet rand med adskillige små kratere, som ligger langs kanten og de indre vægge. Den sydøstlige rand har især en bemærkelsesværdig samling af nedslag, herunder satellitkrateret "Demonax A", som trænger ind i kraterbunden. Denne har fået ny overflade, hvilket har efterladt den flad og jævn. Der er imidlertid en gruppe centrale toppe nær midtpunktet, og den nordlige del af bunden er ujævn og bakket. Resterne af nogle terrasser ses langs den vestlige kraterbund.
Da sollyset falder på krateret i en meget lille vinkel, modtager den indre væg på den nordlige side meget lidt sollys.

## Satellitkratere
De kratere, som kaldes satellitter, er små kratere beliggende i eller nær hovedkrateret. Deres dannelse er sædvanligvis sket uafhængigt af dette, men de får samme navn som hovedkrateret med tilføjelse af et stort bogstav. På kort over Månen er det en konvention at identificere dem ved at placere dette bogstav på den side af satellitkraterets midte, som ligger nærmest hovedkrateret. Demonaxkrateret har følgende satellitkratere:
| Demonax | Længde  | Bredde  | Diameter |
| ------- | ------- | ------- | -------- |
| A       | 79,1° S | 64,3° Ø | 16 km    |
| B       | 81,5° S | 73,9° Ø | 19 km    |
| C       | 80,1° S | 54,9° Ø | 10 km    |
| E       | 78,3° S | 43,4° Ø | 40 km    |

## Måneatlas
- Billeder af Demonaxkrateret i LPI-måneatlasset